# Olimpia Basket Matera 2010-2011
L'Olimpia Basket Matera, sponsorizzata Bawer, ha preso parte al campionato di Serie A Dilettanti FIP 2010-2011.
La squadra si è classificata al 7º posto nella stagione regolare; ha poi disputato i play-out, sconfiggendo la Pallacanestro Pavia con il punteggio totale di 2-0 e raggiungendo la salvezza.

## Roster
|    | Naz.                 | Ruolo | Sportivo              | Anno | Alt. |  |        |
| -- | -------------------- | ----- | --------------------- | ---- | ---- |  | ------ |
| 5  | Argentina (bandiera) | P     | Sebastián Vico        | 1986 | 192  |  |        |
| 6  | Argentina (bandiera) | PG    | Federico Gilardi      | 1979 | 190  |  |        |
| 10 | Italia (bandiera)    | PG    | Fabio Lovatti         | 1989 | 192  |  |        |
| 11 | Italia (bandiera)    | A     | Riccardo Coviello     | 1988 | 196  |  |        |
| 12 | Italia (bandiera)    | C     | Marco Franceschini    | 1988 | 205  |  |        |
| 13 | Italia (bandiera)    | GA    | Andrea La Gioia       | 1986 | 196  |  |        |
| 18 | Italia (bandiera)    | C     | Raffaele Martone      | 1990 | 205  |  |        |
| 19 | Italia (bandiera)    | AC    | Cristiano Grappasonni | 1972 | 204  |  | (cap.) |
|    | Italia (bandiera)    | A     | Massimiliano Defant   | 1989 | 200  |  |        |

- Allenatore: Francesco Ponticiello